# ایون مویو
ایون مویو (انگلیسی: Yven Moyo؛ زادهٔ ۱۵ مارس ۱۹۹۲) بازیکن فوتبال اهل فرانسه است.
از باشگاه‌هایی که در آن بازی کرده‌است می‌توان به باشگاه فوتبال لاسی، باشگاه ورزشی آمیان، باشگاه فوتبال سوشو، و باشگاه فوتبال نیوکاسل یونایتد اشاره کرد.
وی همچنین در تیم‌های ملی فوتبال زیر ۱۸ سال فرانسه و کنگو بازی کرده‌است.